# 終結者 (棒球)

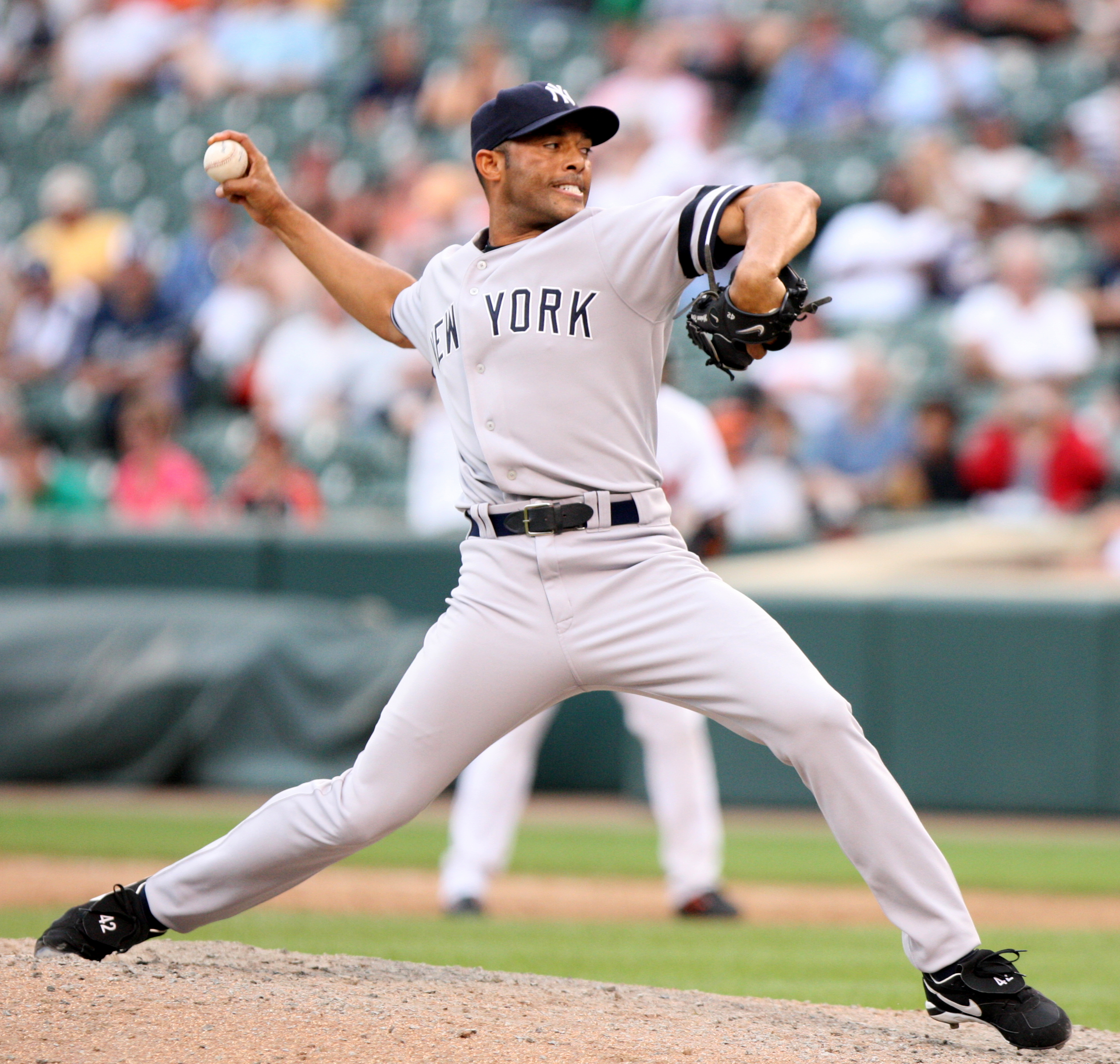
史上救援第一的終結者－马里安诺·李维拉

終結者（英語：Closer），早期被稱為「救援投手」，是接替在先發投手、中繼投手或佈局投手之後凍結比數的投手。通常是在第九局、延長賽己方取得三分以內之領先或平手時上場。

## 概說
終結者的記錄分為救援成功（save，SV）或是救援點（save-point，SP）兩種，但有一個相同的標準，領先三分以內，終結者投完最後一局並且沒有被追平就得到一次救援成功，或是三個救援點。領先三分以上，則終結者必須投滿三局，且退場前最後一個出局數是該比賽最後一個打席才能取得一次救援成功，這對一位終結者而言十分消耗體力，因此領先三分以內，球隊才會派出終結者登板。
一支球隊通常會指定一名投手作為終結者，具有一定控球能力的速球型投手多能勝任，但亦有球速條件較弱，但具頂尖控球的投手擔任。在美國職棒大聯盟中有名的救援投手當中，密爾瓦基釀酒人隊的崔佛·霍夫曼、洛杉磯天使的布莱恩·弗恩特斯為控球型終結者的代表；而紐約洋基隊的馬裡安諾·李維拉、紐約大都會的K-ROD、波士頓紅襪喬納森·派柏邦、辛辛那提紅人的法蘭西斯科·柯岱洛及休士頓太空人的荷西·瓦爾韋德則為速球派終結者的代表。在日本有已引退的佐佐木主浩、藤川球兒和馬克·克倫，三人皆為速球型投手。

## 現任終結者

### 中華職棒
| 球隊     | 球員   | 起始 |
| -------- | ------ | ---- |
| 樂天桃猿 | 陳柏豪 | 2024 |
| 台鋼雄鷹 | 林詩翔 | 2025 |
| 富邦悍將 | 曾峻岳 | 2023 |
| 統一獅   | 陳韻文 | 2018 |
| 中信兄弟 | 黃恩賜 | 2025 |
| 味全龍   | 陳冠偉 | 2024 |

### 韓國職棒
| 球隊      | 球員   | 起始 |
| --------- | ------ | ---- |
| 樂天巨人  | 金元中 | 2020 |
| 培證英雄  | 文聖現 | 2021 |
| 三星獅    |        |      |
| 起亞虎    | 鄭海英 | 2021 |
| 斗山熊    | 洪建喜 | 2022 |
| LG雙子    | 高祐錫 | 2019 |
| 韓華鷹    | 鄭우람 | 2016 |
| SSG登陸者 | 徐真勇 | 2019 |
| NC恐龍    | 李庸燦 | 2021 |
| KT巫師    | 金載潤 | 2020 |

### 日本職棒
| 球隊             | 球員            | 起始 |
| ---------------- | --------------- | ---- |
| 讀賣巨人         | 翁田大勢        | 2022 |
| 東京養樂多燕子   |                 |      |
| 橫濱DeNA海灣之星 | 三嶋一輝        | 2020 |
| 中日龍           | Raidel Martinez | 2019 |
| 阪神虎           | 岩崎優          | 2022 |
| 廣島東洋鯉魚     | 栗林良吏        | 2021 |

| 球隊               | 球員          | 起始 |
| ------------------ | ------------- | ---- |
| 北海道日本火腿鬥士 |               |      |
| 東北樂天金鷲       |               |      |
| 埼玉西武獅         | 增田達至      | 2020 |
| 千葉羅德海洋       | 益田直也      | 2019 |
| 歐力士野牛         | 平野佳壽      | 2019 |
| 福岡軟銀鷹         | Roberto Osuna | 2023 |

### 美國職棒大聯盟
| 球隊         | 球員            | 起始 |
| ------------ | --------------- | ---- |
| 亞特蘭大勇士 | Raisel Iglesias | 2022 |
| 邁阿密馬林魚 | Ronny Henriquez | 2025 |
| 紐約大都會   | Edwin Díaz      | 2019 |
| 費城費城人   |                 |      |
| 華盛頓國民   | Kyle Finnegan   | 2025 |

| 球隊           | 球員          | 起始 |
| -------------- | ------------- | ---- |
| 芝加哥小熊     | Ryan Pressly  | 2025 |
| 辛辛那提紅人   | Emilio Pagán  | 2025 |
| 密爾瓦基釀酒人 | Trevor Megill | 2025 |
| 匹茲堡海盜     | David Bednar  | 2021 |
| 聖路易紅雀     | Ryan Helsley  | 2022 |

| 球隊           | 球員          | 起始 |
| -------------- | ------------- | ---- |
| 亞利桑那響尾蛇 | Mark Melancon | 2022 |
| 科羅拉多洛磯   | Daniel Bard   | 2020 |
| 洛杉磯道奇     | Tanner Scott  | 2025 |
| 聖地牙哥教士   | Robert Suarez | 2022 |
| 舊金山巨人     | Camilo Doval  | 2022 |

| 球隊         | 球員            | 起始 |
| ------------ | --------------- | ---- |
| 巴爾的摩金鶯 | Felix Bautista  | 2022 |
| 波士頓紅襪   | Aroldis Chapman | 2025 |
| 紐約洋基     | Devin Williams  | 2025 |
| 坦帕灣光芒   | Pete Fairbanks  | 2025 |
| 多倫多藍鳥   | Jeff Hoffman    | 2025 |

| 球隊           | 球員           | 起始 |
| -------------- | -------------- | ---- |
| 芝加哥白襪     |                |      |
| 克里夫蘭守護者 | Emmanuel Clase | 2021 |
| 底特律老虎     |                |      |
| 堪薩斯市皇家   | Carlos Estévez | 2025 |
| 明尼蘇達雙城   | Jhoan Duran    | 2025 |

| 球隊         | 球員          | 起始 |
| ------------ | ------------- | ---- |
| 休士頓太空人 | Josh Hader    | 2025 |
| 洛杉磯天使   | Kenley Jansen | 2025 |
| 奧克蘭運動家 | Mason Miller  | 2024 |
| 西雅圖水手   | Andrés Muñoz  | 2024 |
| 德州遊騎兵   |               |      |

## 著名人物

### 中華職棒
- 陳韻文（統一獅），2019年至2021年連續三年為中華職棒救援王，2023年4月5日達成生涯救援成功130次，突破林岳平的129次[1]。
- 林岳平（統一獅），中華職棒生涯救援成功129次，曾為記錄保持人，直到2023年4月5日被陳韻文超越[1]。
- 凱撒（又譯名「賈西」，味全龍／統一獅），1997、1998、2004年中華職棒救援王，生涯救援成功124次，直到2013年8月15日被林岳平超越。
- 郭勇志（興農牛），綽號台中消波塊，2006年中華職棒救援王。
- 陳禹勳（Lamigo桃猿／樂天桃猿），中華職棒2017年單季救援成功達37次，為單季次數保持人。也在2014年及2022年獲得中繼王
- 庫倫（兄弟象），2010年中華職棒救援王
- 田澤純一，2021年效力味全龍期間，救援成功達30次，僅次於陳韻文排名該年第二。
- 豪勁（樂天桃猿），2022年中華職棒救援王，救援成功達36次，

### 日本職棒
- 江夏豐，效力於阪神虎與廣島東洋鯉魚等隊，曾締造「江夏21球」的傳奇救援賽事。
- 鈴木孝政，效力於中日龍，為中央聯盟首位獲得救援王獎項的終結者。
- 齊藤明夫，效力於大洋鯨，生涯締造百勝百救援成功紀錄。
- 赤堀元之，效力於近鐵猛牛，為前生涯救援成功紀錄保持人。
- 津田恆實，效力於廣島東洋鯉魚，綽號「炎之守護神」，以快速球著稱，後因水腦症不幸逝世。
- 高津臣吾，效力於養樂多燕子與芝加哥白襪，為日職前生涯救援成功紀錄保持人。
- 佐佐木主浩，效力於橫濱灣星與西雅圖水手，綽號「橫濱大魔神」。
- 岩瀨仁紀，效力於中日龍，為日職現生涯救援成功紀錄保持人。
- 小林雅英，效力於千葉羅德海洋，綽號「幕張防波堤」。
- 藤川球兒，效力於阪神虎與芝加哥小熊，為日職現單季救援成功紀錄保持人。
- 馬原孝浩，效力於福岡軟銀鷹與歐力士野牛，綽號「大馬神」。

### 美國職棒
- 馬里安諾·李維拉，效力於紐約洋基，三屆救援王（1999、2001、2004），MLB生涯救援成功紀錄保持人，主場出場前會播放睡魔降臨。
- Trevor Hoffman，分別效力於教士和釀酒人，兩屆救援王（1998、2006），國家聯盟生涯救援成功紀錄保持人，在主場出場前會播放地獄喪鐘。
- Francisco Rodriguez（K-Rod），分別效力於天使、大都會、釀酒人，三屆救援王（2005、2006、2008），MLB單季救援成功紀錄保持人。
- Eric Gagne，效力於道奇，一屆救援王（2003），國家聯盟單季救援成功紀錄保持人（與約翰·史摩茲共同保持），曾於2003年終結者的身分拿下賽揚獎，55次救援機會皆無失敗。
- 約翰·史摩茲，分別效力於老虎、勇士和紅襪，以先發身份拿下賽揚獎與20勝以上球季。於01年起傷癒復出後擔任幾年的終結者。國家聯盟單季救援成功紀錄保持人（與Eric Gagne共同保持），並同時有200次以上的勝投和150次以上的救援成功。
- Dennis Eckersley，效力於印地安人、紅襪、小熊、運動家與紅雀，最初是名先發，曾投出單一球季20勝與一場無安打比賽。於1987年轉隊至運動家後轉任為救援投手，1988年美聯冠軍戰對紅襪創下冠軍戰四次救援皆成功的紀錄，1992年以7勝1敗51次救援防禦率1.91的成績獲得賽揚獎、美國聯盟最有價值球員獎、救援王與年度最佳救援投手這四項大獎。
- Bill Wagner，分別效力於太空人、費城人、大都會、紅襪和勇士，沒有拿過救援王，本身是右撇子卻可用左手投出100MPH以上的速球，曾單季投出159顆100MPH以上的速球。
- Jason Isringhausen，分別效力於大都會、運動家、紅雀和光芒，2011年回鍋大都會，一屆救援王（2004），曾投出單局九球三次三振的演出，可惜因傷勢而打打停停。
- Jose Valverde，分別效力於太空人和底特律老虎，三屆救援王（2007、2008、2011）。
- Aroldis Chapman，分別效力於辛辛那提紅人（2010－2015）、芝加哥小熊（2016）、紐約洋基（2016,2017–2022），幫助芝加哥小熊拿到世界冠軍的功臣。以目前最快速球來解決打者(105.1MPH)，擅長的球種還有滑球與變速球。